# Godella
Godella ist eine Gemeinde in der spanischen Provinz Valencia. Sie befindet sich in der Comarca Huerta Norte. Sie liegt in der Agglomeration Valencia und ist mit der Metro Valencia verbunden.

## Geografie
Das Gemeindegebiet von Godella grenzt an das der folgenden Gemeinden: Bétera, Burjassot, Paterna, Rocafort und Valencia, die alle in der Provinz Valencia liegen. Die Gemeinde wurde 1238 gegründet.

## Geschichte
Die ältesten bisher in Godella gefundenen Überreste stammen aus der frühen Metallzeit (Eneolithikum). Weitere Überreste stammen aus der Römerzeit. 

## Demografie
| 1900  | 1910  | 1920  | 1930  | 1940  | 1950  | 1960  | 1970  | 1981  | 1991  | 2000   | 2019   |
| ----- | ----- | ----- | ----- | ----- | ----- | ----- | ----- | ----- | ----- | ------ | ------ |
| 2.200 | 2.697 | 2.861 | 3.345 | 4.574 | 4.702 | 5.117 | 5.702 | 7.804 | 9.621 | 11.222 | 13.088 |